# Phyllospadix

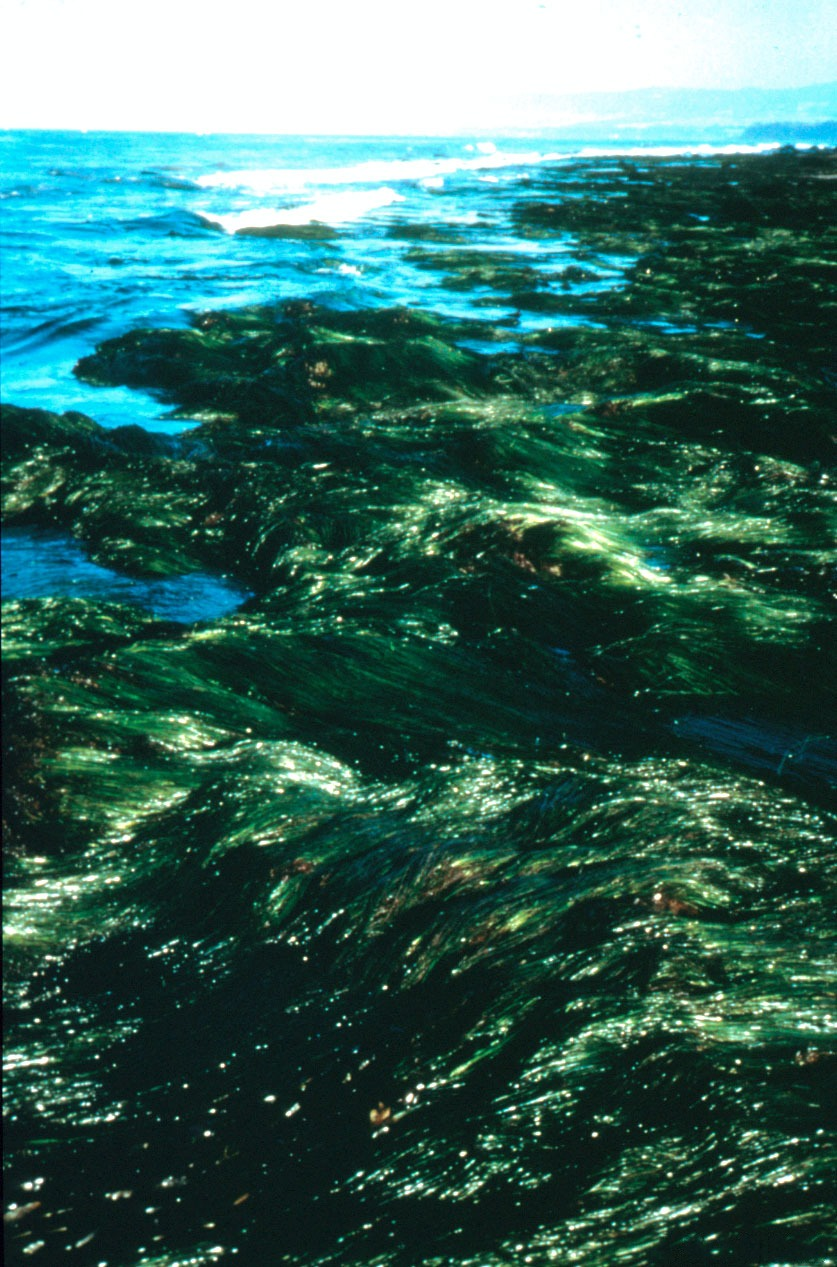
Phyllospadix sp.

Phyllospadix Hook. – rodzaj traw morskich należący do rodziny zosterowatych (Zosteraceae), obejmujący 6 gatunków występujących w Oceanie Spokojnym, na wybrzeżach Azji (od dalekiego wschodu Rosji do Japonii i Korei) oraz Ameryki Północnej (od Kanady do Meksyku).
Nazwa naukowa rodzaju pochodzi od greckich słów φύλλον (phyllon – liść) i σπάδιξ (spadix – kolba).

## Morfologia
PokrójTrawy morskie przytwierdzone do skał.
ŁodygaRozgałęziające się monopodialnie kłącze z 2 wiązkami naczyniowymi w korze wtórnej.
KorzenieKorzenie wyrastają w międzywęźlach, w wiązkach po dwa lub w 2 rzędach po 3–5.
LiścieLiście równowąskie, zwykle skórzaste, z 3–7 równoległymi żyłkami przewodzącymi, o drobnoząbkowanych brzegach. Pochwy liściowe otwarte, szybko rozkładające się do postaci wiązki włókien.
KwiatyRośliny dwupienne. Kwiaty zebrane w równowąską kolbę, wpierw otoczoną przez podsadkę w postaci pochwy kwiatostanowej, po dojrzeniu wystającą z pochwy, wyrastającą z pachwin liści, siedzącą, spłaszczoną, z rzędem wyraźnych klapowatych wyrostków po obu stronach osi. Kolby z kwiatami żeńskimi z przysadkami. Słupki pojedyncze, z krótką szyjką i dwoma włoskowatymi znamionami, rożkowate. Kolby męskie ze szczątkowymi słupkami. Pręciki z dwukomorowymi główkami.
OwocePestkowce, rożkowate, z krótkim dzióbkiem.

## Biologia i ekologia
RozwójWieloletnie, wodne geofity (hydrogeofity), wodopylne.
SiedliskoStrefy litoralne oceanów i mórz, na skałach, na płyciznach, często wynurzają się w czasie odpływu.
Cechy fitochemiczneRośliny z gatunku Phyllospadix iwatensis zawierają flawony: hispidulinę i luteolinę oraz specyficzny alkaloid: phyllospadine.

## Systematyka
Pozycja rodzaju według Angiosperm Phylogeny Website (aktualizowany system APG IV z 2016)Rodzaj należy do rodziny zosterowatych (Zosteraceae Dumort.), rzędu żabieńcowców (Alismatales Dumort.), w kladzie jednoliściennych (monocots).
Gatunki
- Phyllospadix iwatensis Makino
- Phyllospadix japonicus Makino
- Phyllospadix juzepczukii Tzvelev
- Phyllospadix scouleri Hook.
- Phyllospadix serrulatus Rupr. ex Asch.
- Phyllospadix torreyi S.Watson

## Zagrożenie i ochrona
Poza P. juzepczukii wszystkie gatunki Phyllospadix zostały ujęte w Czerwonej księdze gatunków zagrożonych:
- Phyllospadix iwatensis – ze statusem VU (narażony)
- Phyllospadix japonicus – ze statusem EN (zagrożony)
- Phyllospadix scouleri – ze statusem LC (mniejszej troski)
- Phyllospadix serrulatus – ze statusem LC (mniejszej troski)
- Phyllospadix torreyi – ze statusem LC (mniejszej troski)

Rośliny te są zagrożone przez działalność człowieka w strefie przybrzeżnej, głównie związaną z gospodarką morską, a także utwardzaniem linii brzegowej i uprawami wodorostów. Populacje P. iwatensis i P. japonicus są stale malejące.

## Zastosowanie
Rośliny spożywczeKłącza i liście Phyllospadix scouleri, Ph. serrulatus i Ph. torreyi są jadane na surowo lub ugotowane, szczególnie z ikrą śledzi pacyficznych. Całe rośliny, w tym słonawe liście, są suszone przez rdzenną ludność Ameryki Północnej jako zapasy na zimę.
Rośliny magiczneIndianie Kwakwala okładają liśćmi Phyllospadix torreyi kołyski dzieci, aby te rosły silne.